# Albaladejo
Albaladejo è un comune spagnolo di 1 323 abitanti situato nella comunità autonoma di Castiglia-La Mancia.